# 王恂 (西晋)
王恂（230年代—278年），字良夫，東海郡郯縣（今山東郯城）人，西晋外戚，曾任河南尹，历封兰陵侯、氶子。

## 生平
王恂祖父是曹魏司徒王朗，封兰陵侯。父亲王肃是著名经学家，官至中领军、散骑常侍。姐姐王元姬嫁于后来成为晋王、追尊晋文帝的司马昭，生下日后的晋武帝司马炎。
甘露元年（256年）王肃去世，子王恽嗣兰陵侯，不过无子而亡，绝嗣国除。景元四年（263年），王恂被重新封为兰陵侯，次年曹魏开建五等侯，王恂因王肃之功被封为氶子。
咸寧四年（278年）去世，享年四十餘歲，追赠车骑将军。

## 事迹
王恂承父王肃儒学，文义通博，在朝忠正，累迁河南尹，建立学校，崇明《五经》。
鬲县县令袁毅曾经想送王恂骏马，被拒绝，此后袁毅事发，凡是收受过他贿赂都被废黜。
曹魏时期很多人因为怕服役，都去做公卿门下客，很多人家田客人数可达数千人。司马炎称帝后，下令禁止门客，王恂严格执行，其部下无人敢触犯这一禁令。

## 家世

### 祖父
- 王朗，曹魏司徒、兰陵侯。

### 父
- 王肃，儒学大师，兰陵侯。

### 兄弟
- 王恽，王恂哥哥，嗣兰陵侯，无子而亡。
- 王虔，王恂大弟。
- 王恺，王虔之弟。

另有兄弟四人，名不详。

### 姐
- 王元姬，司马昭之妻，文明皇后。

### 甥
- 司马炎，以晋代魏，即晋武帝。

## 延伸阅读
[在维基数据编辑]
 《晉書/卷093》，出自房玄齡《晉書》